# Cuza Vodă (Călărași)
Pour les articles homonymes, voir Cuza Vodă.
Cuza Vodă est une commune du județ de Călărași en Roumanie.